# Bobby Shearer
Robert „Bobby“ Shearer (* 29. Dezember 1931 in Hamilton, Lanarkshire; † 5. November 2006; genannt Captain Cutlass) war ein schottischer Fußballspieler und Fußballtrainer. Der Abwehrspieler stand hauptsächlich bei den Glasgow Rangers unter Vertrag und bestritt vier Spiele für die schottische Nationalmannschaft.

## Laufbahn
Bobby Shearers Profikarriere begann 1950 bei seinem Heimatverein Hamilton Academical.
Im Dezember 1955 wechselte Shearer zum nationalen Spitzenverein Glasgow Rangers, mit dem er in den darauffolgenden zehn Jahren seine größten Erfolge feierte. Neben je vier Erfolgen in Pokal und Ligapokal konnten die Rangers auch fünf Mal die nationale Meisterschaft ins Ibrox holen. 1964 führte Bobby Shearer das Team als Kapitän zum Triple, dem Gewinn aller drei Titel in einer Saison.
Der größte Erfolg der Rangers auf internationaler Ebene in dieser Zeit war der Einzug ins Finale des Europapokals der Pokalsieger 1961, welches gegen den AC Florenz verloren wurde.
Bobby Shearer galt als Führungspersönlichkeit in der Rangers-Mannschaft der frühen 1960er Jahre, die als eine der besten in der Geschichte des Klubs gehandelt wird. Insgesamt trat er in 407 Spielen in allen Wettbewerben für die Light Blues an.
Im Jahr 1961 bestritt Bobby seine einzigen vier Partien für die schottische Fußballnationalmannschaft. Sein Debüt gab er bei einer historischen 3:9-Niederlage gegen England im Wembley-Stadion; es folgten drei Spiele in der Qualifikation für die Weltmeisterschaft 1962 in Chile, in der Schottland gegen die Tschechoslowakei verlor und sich nicht qualifizierte.
Nachdem er die Rangers 1965 verlassen hatte, hatte Shearer eine kurze Trainerkarriere; er coachte Queen of the South, Third Lanark und Hamilton Academical, bei dem er schon als Spieler aktiv gewesen war. Daneben ging er seinen geschäftlichen Interessen nach und arbeitete unter anderem im Bauwesen.
Bobby Shearer starb 2006 im Alter von 74 Jahren.

## Erfolge
- Schottischer Meister (6): 1956, 1957, 1959, 1961, 1963, 1964
- Schottischer Pokalsieger (4): 1960, 1962, 1963, 1964
- Schottischer Ligapokalsieger (4): 1961, 1962, 1964, 1965